# Europeiska unionens domstol
Europeiska unionens domstol (EU-domstolen) är en institution inom Europeiska unionen med ansvar för att tolka unionsrätten. Den består av två olika rättsinstanser: tribunalen och domstolen.
EU-domstolen ansvarar för att säkerställa att lag och rätt följs vid tolkningen och tillämpningen av unionens fördrag. Den har bland annat till uppgift att granska lagenligheten av de rättsakter som unionen antar och avgöra huruvida en medlemsstat har underlåtit att uppfylla sina skyldigheter enligt unionsrätten. För att säkerställa att unionsrätten tillämpas korrekt och tolkas enhetligt i alla medlemsstater tolkar EU-domstolen även unionsrätten på begäran av de nationella domstolarna genom att meddela förhandsavgöranden. EU-domstolen saknar däremot behörighet att överpröva eller upphäva nationella domar eller beslut som fattats inom ramen för de nationella rättsordningarna; EU-domstolen är inte en appellationsdomstol för de nationella domstolarna.
Genom sin rättspraxis har EU-domstolen fastställt en rad banbrytande – och ibland kontroversiella – principer för unionsrätten, däribland principen om direkt effekt och företrädesprincipen.
EU-domstolen leds av en ordförande, som sedan den 8 oktober 2015 är Koen Lenaerts. Både domstolen och tribunalen består av domare från alla medlemsstater. Dessutom biträds domstolen av elva generaladvokater. Både domarna och generaladvokaterna utses av medlemsstaternas regeringar i samförstånd för en period av sex år, som kan förnyas. Domstolen har sitt säte i Luxemburg.

## Historia
EU-domstolen är en av de fyra ursprungliga institutionerna som inrättades genom Parisfördraget den 23 juli 1952. Från början bestod den av sju domare; var och en av de sex medlemsstaterna hade rätt att nominera var sin domare. Nomineringen av den sjunde domaren roterade mellan de större medlemsstaterna Frankrike, Italien och Tyskland. Domstolens första förhandling ägde rum den 28 oktober 1954 i Luxemburg. Vid bildandet av Europeiska ekonomiska gemenskapen (EEG) och Europeiska atomenergigemenskapen (Euratom) genom Romfördragen den 1 januari 1958 blev domstolen gemensam för samtliga tre gemenskaperna.
Genom europeiska enhetsakten, som trädde i kraft den 1 juli 1987, infördes möjligheten att inrätta lägre rättsliga instanser till domstolen. Detta skedde den 1 januari 1989 när förstainstansrätten inrättades. Genom Maastrichtfördraget, som trädde i kraft den 1 november 1993, ändrades flera av institutionernas namn för att anpassas till upprättandet av Europeiska unionen, medan domstolen behöll sitt namn ”Europeiska gemenskapernas domstol”. Detta berodde på att domstolens behörighet, med vissa undantag, var begränsad till den första pelaren, Europeiska gemenskaperna. Genom Amsterdamfördraget, som trädde i kraft den 1 maj 1999, erhöll domstolen utökade befogenheter, då delar av den tredje pelaren – rättsliga och inrikes frågor – överfördes till den första pelaren. Innan dess löstes tvister som rörde dessa frågor huvudsakligen av medlemsstaterna själva.
Genom Nicefördraget, som trädde i kraft den 1 februari 2003, infördes möjligheten att inrätta specialdomstolar knutna till EG-domstolen. Den 2 december 2005 inrättades en särskild personaldomstol för att avlasta EG-domstolen med ärenden som rörde tvister mellan unionens institutioner och deras anställda.
Till följd av att Lissabonfördraget trädde i kraft den 1 december 2009 ändrades domstolens officiella namn från ”Europeiska gemenskapernas domstol” till ”Europeiska unionens domstol” samtidigt som förstainstansrätten ändrade namn till ”tribunalen”. Personaldomstolen upphörde att existera den 31 augusti 2016 när dess funktioner övertogs av tribunalen, som samtidigt fick ett utökat antal domare för att hantera alla mål.

## Sammansättning och funktionssätt
EU-domstolen är en av Europeiska unionens institutioner. Den består av domstolen, tribunalen och de eventuella specialdomstolar som Europaparlamentet och Europeiska unionens råd gemensamt beslutar att inrätta. Dessa rättsinstanser fyller olika funktioner och har olika sammansättningar, i enlighet med fördragen. Deras sammansättning och funktionssätt regleras av fördraget om Europeiska unionen och fördraget om Europeiska unionens funktionssätt. Ytterligare detaljerade bestämmelser återfinns i protokollet om stadgan för Europeiska unionens domstol, som är fogat till unionens grundfördrag men som kan ändras i enlighet med det ordinarie lagstiftningsförfarandet. Även fördraget om upprättandet av Europeiska atomenergigemenskapen innehåller ett avsnitt som reglerar domstolens behörighet att döma i frågor som rör atomenergiområdet. Varje rättsinstans har också antagit sina egna rättegångsregler.

### Domstolen
Själva domstolen består av 27 domare, en från varje medlemsstat. Den tjänstgör permanent. Domstolen utser en justitiesekreterare, som inför domstolen avlägger en ed. Justitiesekreteraren fungerar som en generalsekreterare och leder domstolens förvaltning under ordförandes insyn.
Domstolen är uppdelad i avdelningar; varje avdelning består av tre eller fem domare, varav en utgör avdelningens ordförande. Utöver att sammanträda i dessa avdelningar kan domstolen också sammanträda i en stor avdelning bestående av femton domare. Denna består av domstolens ordförande, vice ordförande och tre av ordförandena för avdelningar med fem domare samt andra domare som utses genom domstolens rättegångsregler. Domstolen sammanträder i den stora avdelningen endast när en medlemsstat eller en av unionens institutioner som är part i ärendet kräver det. Därutöver är det också möjligt för domstolen att i vissa fall sammanträda i plenum. Endast beslut fattade av domstolen vid ett udda antal domare närvarande är giltiga. I de vanliga avdelningarna måste minst tre domare vara närvarande, medan det krävs minst elva respektive sjutton domare för att ett beslut i stora avdelningen och i plenum ska vara giltigt.

#### Domarna och generaladvokaterna

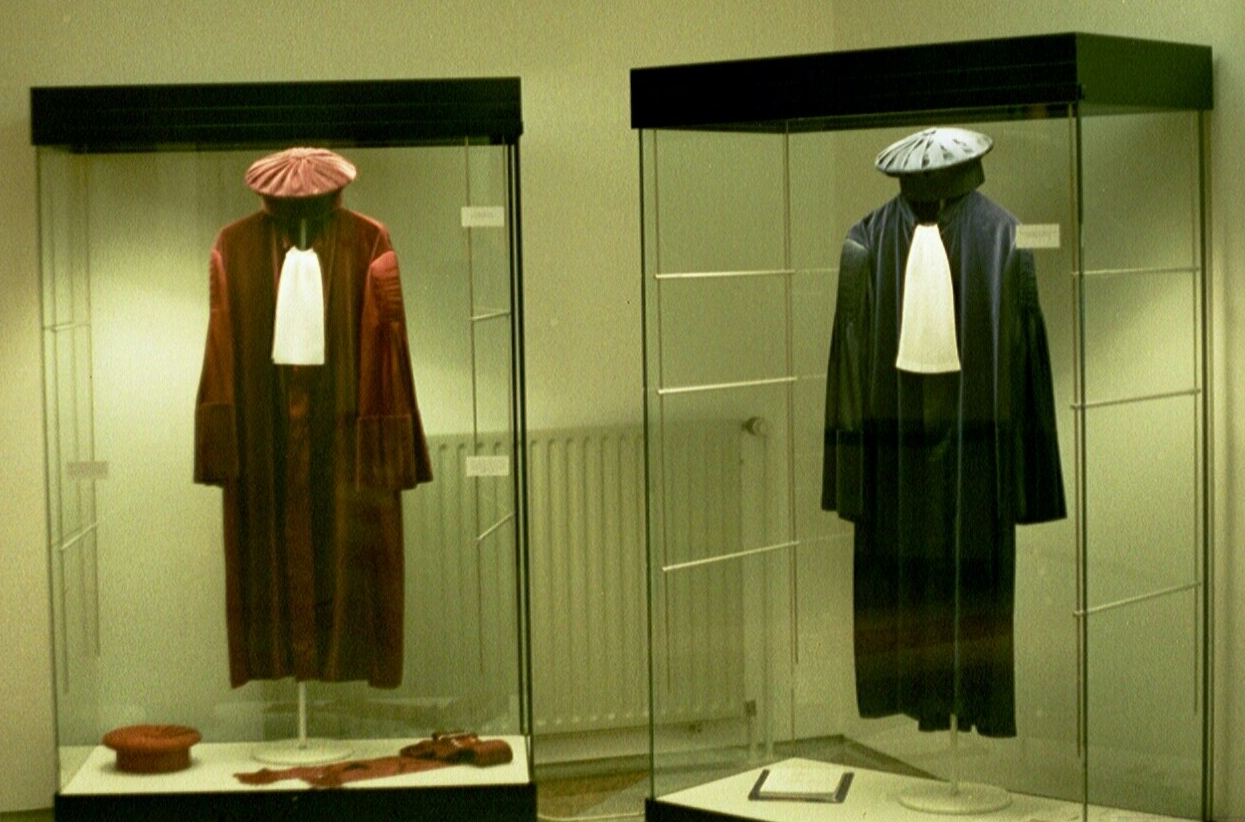
Domarkåpor som domarna bär under rättegångarna.

Domstolen består utöver sina domare av elva generaladvokater. Antalet generaladvokater kan utökas genom ett enhälligt beslut i Europeiska unionens råd. Generaladvokaterna har till uppgift att helt opartiskt och oavhängigt avge juridiska yttranden, så kallade förslag till avgörande, när domstolen så beslutar. Dessa förslag till avgörande är inte bindande för domstolen, men väger ofta tungt när domstolen avkunnar sin dom i ett mål.
Både domarna och generaladvokaterna utses av medlemsstaternas regeringar i samförstånd för en period av sex år, som kan förnyas. Utnämningen sker vart tredje år, så att hälften av ämbetena förnyas varje gång. Innan utnämningen sker måste en rådgivande kommitté bestående av sju experter tillfrågas. Domarna och generaladvokaterna ska enligt fördragen ”utses bland personer vars oavhängighet inte kan ifrågasättas och som uppfyller nödvändiga villkor för utövande av de högsta domarämbetena i hemlandet eller är jurister med allmänt erkända kvalifikationer”.
Domarna väljer en ordförande och en vice ordförande bland sig själva för en period av tre år i taget. Varje domare måste innan han eller hon tillträder sitt ämbete avlägga en ed inför domstolen vid ett offentligt sammanträde. Eden innefattar att domaren lovar att ”opartiskt och samvetsgrant utöva sitt ämbete och att inte yppa vad som förekommit vid domstolens överläggningar”. För att säkerställa domarnas självständighet, får de inte inneha några politiska eller administrativa uppdrag eller utöva avlönad eller oavlönad yrkesverksamhet. En domare kan skiljas från sitt uppdrag endast efter ett enhälligt beslut av övriga domare och generaladvokaterna. En ny domare får då utses för den kvarstående ämbetstiden.
Domarna och generaladvokaterna åtnjuter rättslig immunitet. Särskilt får de inte under några omständigheter ställas till svars för sina handlingar under tjänsteutövningen, varken under sin tid som domare eller efter att de har lämnat sitt ämbete. Den rättsliga immuniteten kan dock hävas av domstolen genom ett beslut i plenum. De kan då endast ställas inför rätta vid en nationell domstol som har behörighet att döma ledamöterna av den högsta nationella domstolen i medlemsstaten. Samtliga domare omfattas också av domstolens uppförandekod. Generaladvokaterna åtnjuter i princip samma rättigheter och skyldigheter som domarna. De är, liksom domarna, skyldiga att vara bosatta där domstolen har sitt säte. Om en domare eller generaladvokat är partisk i ett mål, ska han eller hon inte delta i behandlingen av ärendet. Vid tveksamheter får domstolen fatta beslut i frågan. En part i ett mål kan dock inte åberopa en domares nationalitet som skäl för jäv.

### Tribunalen
Tribunalen inrättades den 1 januari 1989 som ”förstainstansrätten”, och erhöll sitt nuvarande namn genom Lissabonfördraget den 1 december 2009. Den består av 54 domare, som i princip har samma skyldigheter som domarna i domstolen. De utses också i enlighet med samma förfarande. Antalet domare utökades från 28 domare (en per medlemsstat) till 40 domare den 25 december 2015 och 47 domare den 1 september 2016. Sedan den 1 september 2019 har varje medlemsstat två domare var i tribunalen. Domarna väljer en ordförande och en vice ordförande bland sig själva för en period av tre år samt en justitiesekreterare för en period av sex år. Till skillnad från domstolen saknar tribunalen permanenta generaladvokater. Istället kan tribunalens ledamöter agera som generaladvokater vid tribunalens rättegångar, men får då inte samtidigt delta i målets avgörande. I likhet med domstolen, organiserar sig tribunalen i avdelningar bestående av tre eller fem domare. I vissa fall kan tribunalen även sammanträda i plenum, i en stor avdelning, i en mellanstor avdelning eller med en enda domare.
Tribunalen fungerar som en första instans inom EU-domstolen i nästan alla mål, med undantag för förhandsavgöranden, talan om fördragsbrott och mål som ligger inom någon specialdomstols behörighet. Även vid talan om ogiltigförklaring och passivitetstalan väckt mot en av unionens institutioner av en annan institution eller, i de flesta fall, en medlemsstat har domstolen i regel exklusiv behörighet, vilket innebär att tribunalen inte kan pröva sådana mål heller. Sedan den 1 september 2024 ansvarar tribunalen för att meddela förhandsavgöranden inom vissa särskilda områden. Om domstolen eller tribunalen erhåller ett mål som ligger inom den andra rättsinstansens behörighet, hänskjuts ärendet till rätt instans. Ifall domstolen hänskjuter ett ärende till tribunalen, kan tribunalen inte förklara sig obehörig att behandla målet. Tribunalens avgöranden kan normalt överklagas till domstolen inom två månader av varje part som inte har fått helt bifall från rätten; detta gäller dock inte förhandsavgöranden, som alltid är slutgiltiga. Även medlemsstater och unionens institutioner som har intervenerat i ett ärende kan överklaga ett avgörande om det påverkar dem direkt. Ett överklagande måste ”grundas på bristande behörighet hos tribunalen, på rättegångsfel som kränker den överklagandes intressen eller på att tribunalen har åsidosatt unionsrätten”.

### Specialdomstolar
Europaparlamentet och Europeiska unionens råd kan genom förordningar i enlighet med det ordinarie lagstiftningsförfarandet inrätta specialdomstolar som är knutna till tribunalen. Denna möjlighet syftar till att kunna avlasta tribunalen genom att låta specialdomstolarna ansvara för att avgöra ärenden av en viss karaktär i första instans. En specialdomstols avgörande kan i så fall överklagas till tribunalen, dock endast i rättsfrågor om inte förordningen om inrättandet av specialdomstolen även tillåter överklagande i sakfrågor. I stort sett gäller samma bestämmelser för eventuella specialdomstolars organisation och deras domare som för domstolen och tribunalen. Inrättade specialdomstolar antar även egna rättegångsregler i samförstånd med domstolen och efter godkännande av rådet.
Mellan 2005 och 2016 fanns en särskild personaldomstol som hanterade tvister mellan unionen och dess anställda i syfte att avlasta tribunalen. Personaldomstolen avskaffades dock den 1 september 2016 i samband med att tribunalen fick ett utökat antal domare och därmed kapacitet att ta hand om ett större antal mål. Sedan dess finns inga specialdomstolar knutna till tribunalen.

## Funktioner och befogenheter
EU-domstolen har långtgående befogenheter genom sin exklusiva behörighet att tolka unionsrätten. Den har bland annat till uppgift att granska lagenligheten av de rättsakter som unionen antar och avgöra huruvida en medlemsstat har underlåtit att uppfylla sina skyldigheter enligt unionsrätten. För att säkerställa att unionsrätten tillämpas korrekt och tolkas enhetligt i alla medlemsstater tolkar EU-domstolen även unionsrätten på begäran av de nationella domstolarna genom att meddela förhandsavgöranden. Genom sin rättspraxis har EU-domstolen fastställt en rad banbrytande – och ibland kontroversiella – principer för unionsrätten, däribland principen om direkt effekt som innebär att delar av unionsrätten kan åberopas av enskilda inför en nationell domstol likt en nationell lag, även utan att bestämmelserna har införlivats i den nationella rättsordningen. Vidare har domstolen fastställt företrädesprincipen, som innebär att unionsrätten äger företräde framför nationell rätt om en bestämmelse i den nationella lagstiftningen skulle visa sig vara oförenlig med den.
Däremot saknar EU-domstolen i regel möjlighet att tolka bestämmelser som inte utgör en del av unionsrätten, till exempel nationell rätt, även i de fall dessa är likalydande med unionsrättsliga bestämmelser. EU-domstolen saknar även behörighet inom större delen av den gemensamma utrikes- och säkerhetspolitiken. Domstolen är inte heller behörig att ”pröva giltigheten eller proportionaliteten av insatser som polis eller andra brottsbekämpande organ gör i en medlemsstat eller av medlemsstaternas utövning av sitt ansvar för att upprätthålla lag och ordning och skydda den inre säkerheten” i frågor som rör polissamarbete och straffrättsligt samarbete. Därutöver saknar domstolen i regel behörighet i frågor som rör mellanstatliga avtal som ingåtts mellan medlemsstaterna utanför unionens ramar, dock kan den avgöra tvister mellan medlemsstaterna som berör ämnesområden som regleras av unionsrätten, om tvisten hänskjuts till domstolen enligt ett särskilt avtal mellan parterna.

### Olika typer av mål
En rad olika typer av mål kan väckas vid EU-domstolen enligt unionens fördrag. En stor del av de mål som domstolen hanterar härrör från de nationella domstolarna och handlar om att dessa har begärt ett förhandsavgörande från EU-domstolen för att få unionsrätten tolkad i ett nationellt mål. Utöver förhandsavgöranden kan direkt talan väckas vid domstolen, i de fall som anges i fördragen. Detta sker normalt av en medlemsstat eller någon av unionens institutioner, särskilt Europeiska kommissionen genom talan om fördragsbrott. Endast i vissa specifika fall kan enskilda väcka talan direkt vid EU-domstolen.
Talan som förs vid domstolen hindrar i regel inte verkställighet; domstolen kan dock förordna om uppskov av verkställighet av en rättsakt om den anser att omständigheterna kräver det.
Vanligtvis ansvarar tribunalen för att pröva ett mål i första instans; dess dom kan sedan överklagas till domstolen. Förhandsavgöranden och talan om fördragsbrott är dock alltid slutgiltiga och prövas endast av domstolen, utom, vad gäller förhandsavgöranden, inom vissa särskilda områden som tribunalen ansvarar för. Även talan om ogiltigförklaring och passivitetstalan prövas endast av domstolen om de väcks mot en institution av en annan institution eller, i de flesta fall, av en medlemsstat.

#### Begäran om förhandsavgörande

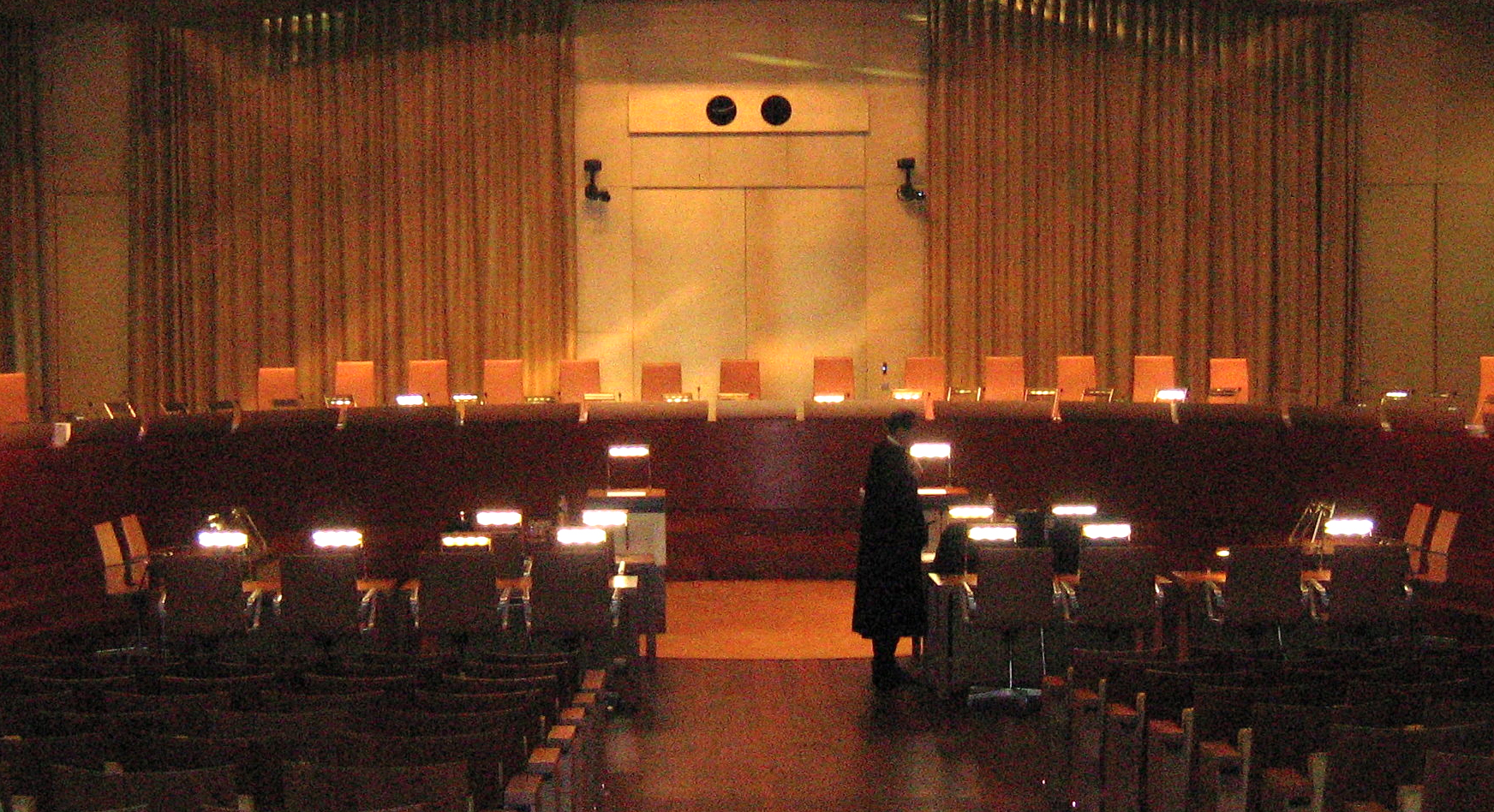
En av förhandlingssalarna för stora avdelningen.

En av EU-domstolens viktigaste funktioner är att tolka unionsrätten på begäran av de nationella domstolarna. Detta sker genom att EU-domstolen meddelar förhandsavgöranden. Ett förhandsavgörande kan till exempel röra tolkningen av unionens fördrag eller giltigheten och tolkningen av rättsakter som antagits av unionens institutioner, organ eller byråer.
Förfarandet med förhandsavgöranden syftar till att säkerställa att unionsrätten tillämpas korrekt och tolkas enhetligt i alla medlemsstater och att inhemska rättspraxis inte utvecklas på ett sätt som strider mot unionsrätten. De nationella domstolarna kan, och i vissa fall måste, begära ett förhandsavgörande från EU-domstolen i mål där unionsrätten är tillämplig. Ett förhandsavgörande är en slutgiltig tolkning av unionsrätten och kan inte överklagas. Det är rättsligt bindande för den hänskjutande domstolen och alla andra nationella domstolar där en likalydande fråga uppkommer i ett mål.
Förhandsavgöranden har haft stor betydelse för utvecklandet av EU-domstolens rättspraxis, däribland principen om direkt effekt och företrädesprincipen. Förhandsavgöranden utgör en stor del av de mål som hanteras av EU-domstolen eftersom möjligheten för enskilda att väcka direkt talan vid domstolen är starkt begränsad.

#### Talan om fördragsbrott
Utöver att meddela förhandsavgöranden är en av EU-domstolens främsta uppgifter att avgöra tvister som rör medlemsstaternas tillämpning av unionens fördrag. Talan om fördragsbrott kan väckas mot en medlemsstat som inte anses uppfylla sina skyldigheter enligt unionsrätten, antingen av Europeiska kommissionen eller av en annan medlemsstat. Kommissionen väcker normalt talan om fördragsbrott efter att ett överträdelseförfarande har inletts mot en medlemsstat utan framgång. Om en medlemsstat väcker talan, ska den först vända sig till kommissionen, som måste avge ett motiverat yttrande i frågan till domstolen efter att alla inblandade parter har fått yttra sig. Det är dock ytterst sällan som en medlemsstat väcker talan om fördragsbrott; det har endast skett sex gånger under domstolens historia och endast i två av de fallen dömdes en medlemsstat för fördragsbrott.
EU-domstolen är behörig att fastställa att en medlemsstat har underlåtit att uppfylla sina skyldigheter enligt unionsrätten. Om så sker måste medlemsstaten omgående vidta de åtgärder som krävs för att följa domstolens dom. Om en medlemsstat inte vidtar de åtgärder som krävs, kan domstolen, efter att kommissionen har väckt talan på nytt, utdöma ett standardbelopp eller vite. Detta är dock mycket ovanligt. I ärenden som rör en medlemsstat som inte har meddelat kommissionen om vilka åtgärder som vidtagits för att införliva ett direktiv som antagits i enlighet med ett lagstiftningsförfarande, kan domstolen på begäran av kommissionen utdöma ett standardbelopp eller vite redan i första domen. Standardbeloppet är en sanktionsavgift som syftar till att straffa en medlemsstat för själva överträdelsen, medan vite är en daglig sanktionsavgift som syftar till att motivera medlemsstaten att upphöra med sin överträdelse så snart domen har meddelats. Storleken på sanktionsavgifterna föreslås av kommissionen och baseras vanligtvis på medlemsstatens bruttonationalprodukt (BNP) och antalet mandat i Europaparlamentet.

#### Talan om ogiltigförklaring

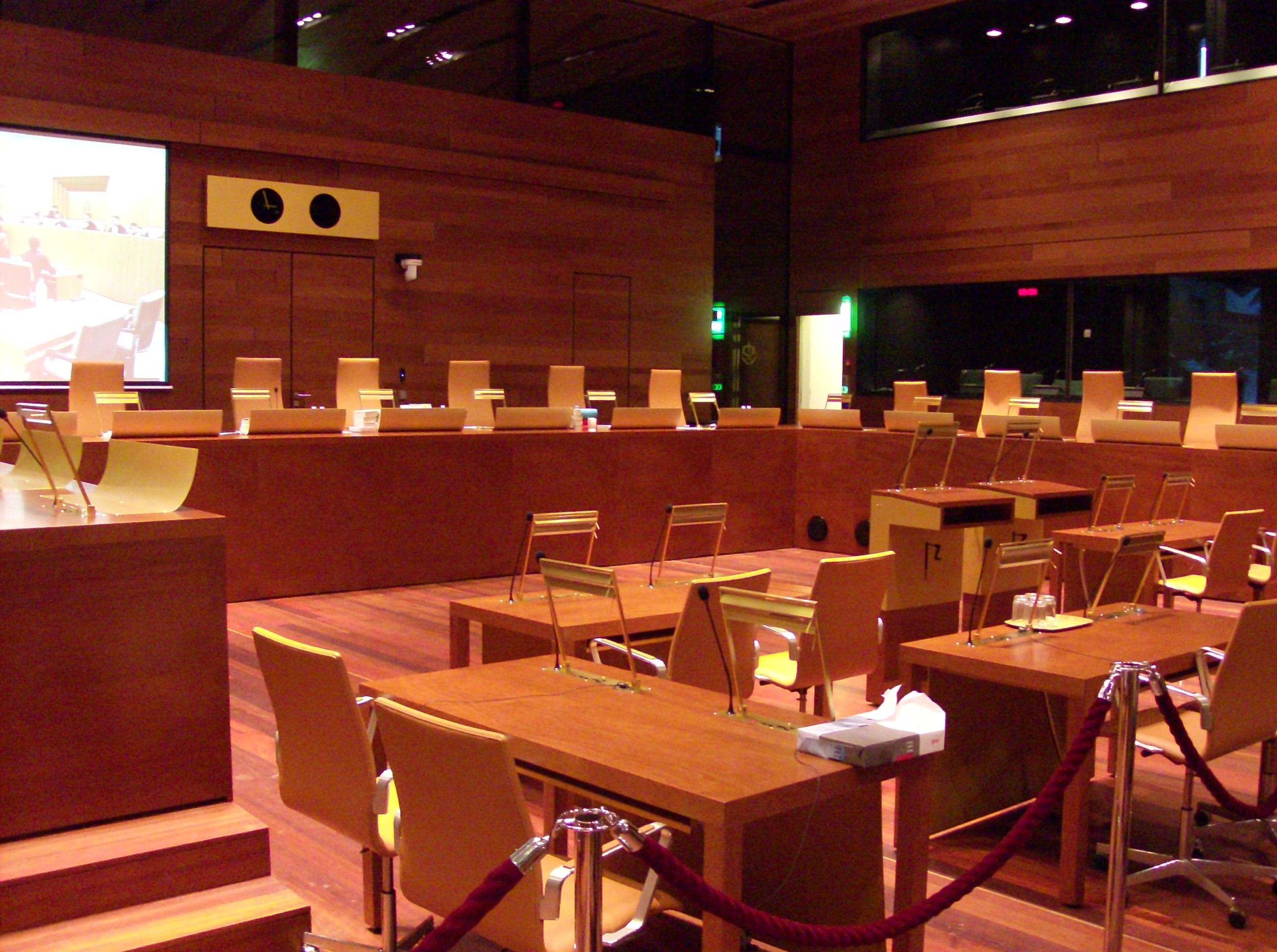
Förhandlingssal i domstolen.

För att säkerställa en enhetlig tillämpning av unionsrätten har EU-domstolen ensam behörighet att ogiltigförklara rättsakter som antagits av unionens institutioner, organ och byråer; de nationella domstolarna saknar helt behörighet att ogiltigförklara sådana rättsakter. Ogiltigförklarande av rättsakter kan ske genom en talan om ogiltigförklaring, men kan även ske genom andra typer av mål, såsom förhandsavgörande eller en skadeståndstalan mot unionen.
Bortsett från större delen av den gemensamma utrikes- och säkerhetspolitiken har domstolen behörighet att pröva lagenligheten av alla bestämmelser som antagits av unionens institutioner, organ och byråer, oavsett slag eller form, som är avsedda att ha bindande rättsverkan. Domstolen har således behörighet att ogiltigförklara lagstiftningsakter, bindande rättsakter antagna av Europeiska unionens råd, Europeiska kommissionen eller Europeiska centralbanken samt rättsakter antagna av Europaparlamentet, Europeiska rådet eller något av unionens organ eller någon av dess byråer och som är avsedda att ha rättsverkan i förhållande till tredje man. En sådan ogiltigförklaring måste grunda sig på ”bristande behörighet, åsidosättande av väsentliga formföreskrifter, åsidosättande av fördragen eller av någon rättsregel som gäller deras tillämpning eller rörande maktmissbruk” av den som har utfärdat rättsakten.
Medlemsstaterna, Europaparlamentet, Europeiska unionens råd och Europeiska kommissionen är ”privilegierade sökande” och kan alltid väcka talan om ogiltigförklaring vid domstolen. Europeiska centralbanken, Europeiska revisionsrätten och Europeiska regionkommittén är ”halvprivilegierade sökande” och kan endast väcka talan om ogiltigförklaring för att ”tillvarata sina rättigheter”. Talan om ogiltigförklaring kan även väckas av fysiska eller juridiska personer, men dessa är ”icke-privilegierade sökande” och har endast talerätt om de direkt och personligen berörs av en rättsakt. En talan om ogiltigförklaring måste alltid väckas inom två månader från det att rättsakten i fråga har offentliggjorts eller, om rättsakten inte har offentliggjorts, efter det att den klagande har fått vetskap om den. Om domstolen finner att en hel eller delar av en rättsakt är ogiltig kan den förklara akten ogiltig. Om endast vissa delar av rättsakten är ogiltiga, förblir de övriga delarna giltiga. Talan om ogiltigförklaring som väcks på initiativ av en medlemsstat eller en institution behandlas i regel av själva domstolen. I övriga fall, till exempel då den klagande är en enskild person, tas talan först upp av tribunalen.
Domstolen är även behörig att granska lagenligheten av en rättsakt som antagits av Europeiska rådet eller Europeiska unionens råd i enlighet med ett artikel 7-förfarande. En sådan granskning kan endast ske på begäran av den berörda medlemsstaten och måste begäras inom en månad från att Europeiska rådet eller Europeiska unionens råd har antagit rättsakten. Domstolen har upp till en månad på sig att avgöra ärendet efter att begäran inkommit från medlemsstaten.
Domstolen saknar däremot behörighet att pröva lagenligheten för rättsakter som antagits av medlemsstaterna utanför unionens ramar, till exempel beslut om institutionernas säten eller utnämning av domare i EU-domstolen. Om sådana rättsakter antas utan stöd i unionens fördrag, saknar de även bindande rättsverkan i unionsrätten.

#### Passivitetstalan
Om en institution (med undantag för domstolen och revisionsrätten), ett organ eller en byrå inte har vidtagit åtgärder som är nödvändiga enligt fördragen, kan medlemsstaterna eller någon av de andra institutionerna väcka passivitetstalan vid domstolen för att få det fastslaget. Passivitetstalan kan även väckas av fysiska eller juridiska personer om unionens institutioner, organ eller byråer har underlåtit att rikta någon annan rättsakt än en rekommendation eller ett yttrande till dem. Om domstolen fastslår att en institution, ett organ eller en byrå har gjort sig skyldig till passivitet, måste organet i fråga omgående vidta nödvändiga åtgärder. Tribunalen fungerar som första instans för ärenden som faller under dess jurisdiktion enligt samma kriterier som för talan om ogiltigförklaring.

#### Överklagande och omprövning
Domstolen fungerar som appellationsdomstol för tribunalen, dock vanligtvis endast i rättsfrågor. Antingen kan domstolen själv avgöra överklagandet, eller också kan den tillbakavisa ärendet till tribunalen, som då är tvungen att göra en omprövning av sitt ursprungliga domstolsbeslut med hänsyn till domstolens avgörande.

#### Andra typer av mål
Tribunalen är behörig att pröva alla tvister mellan unionen och dess anställda, samt skadeståndstalan mot unionen. Vidare är EU-domstolen behörig att pröva tvister om medlemsstaternas förpliktelser enligt Europeiska investeringsbankens stadga, beslut av Europeiska investeringsbankens råd och styrelse, fullgörandet av de nationella centralbankernas förpliktelser gentemot Europeiska centralbankssystemet (ECBS) och Europeiska centralbanken (ECB), samt offentlig- eller privaträttsliga avtal som unionen har ingått.
EU-domstolen är även behörig att avgöra tvister mellan medlemsstaterna som berör ämnesområden som regleras i fördragen, om tvisten hänskjuts till domstolen enligt ett särskilt avtal mellan parterna. Denna bestämmelse fanns med redan i det ursprungliga Parisfördraget, som trädde i kraft den 23 juli 1952, men det var först 2015 som en sådan tvist för första gången hänsköts till domstolen när Tyskland och Österrike bad domstolen att avgöra en tvist om ett dubbelbeskattningsavtal. Det är möjligt för medlemsstaterna att hänskjuta denna typ av tvister antingen genom ett avtal som slutits efter att en tvist har uppstått eller genom ett avtal som slutits på förhand för att avgöra en viss typ av tvister. Sådana klausuler finns till exempel i fördraget om inrättande av Europeiska stabilitetsmekanismen, fördraget om stabilitet, samordning och styrning och avtalet om överföring och ömsesidig fördelning av bidrag till den gemensamma resolutionsfonden.

### Rättsfall och rättspraxis

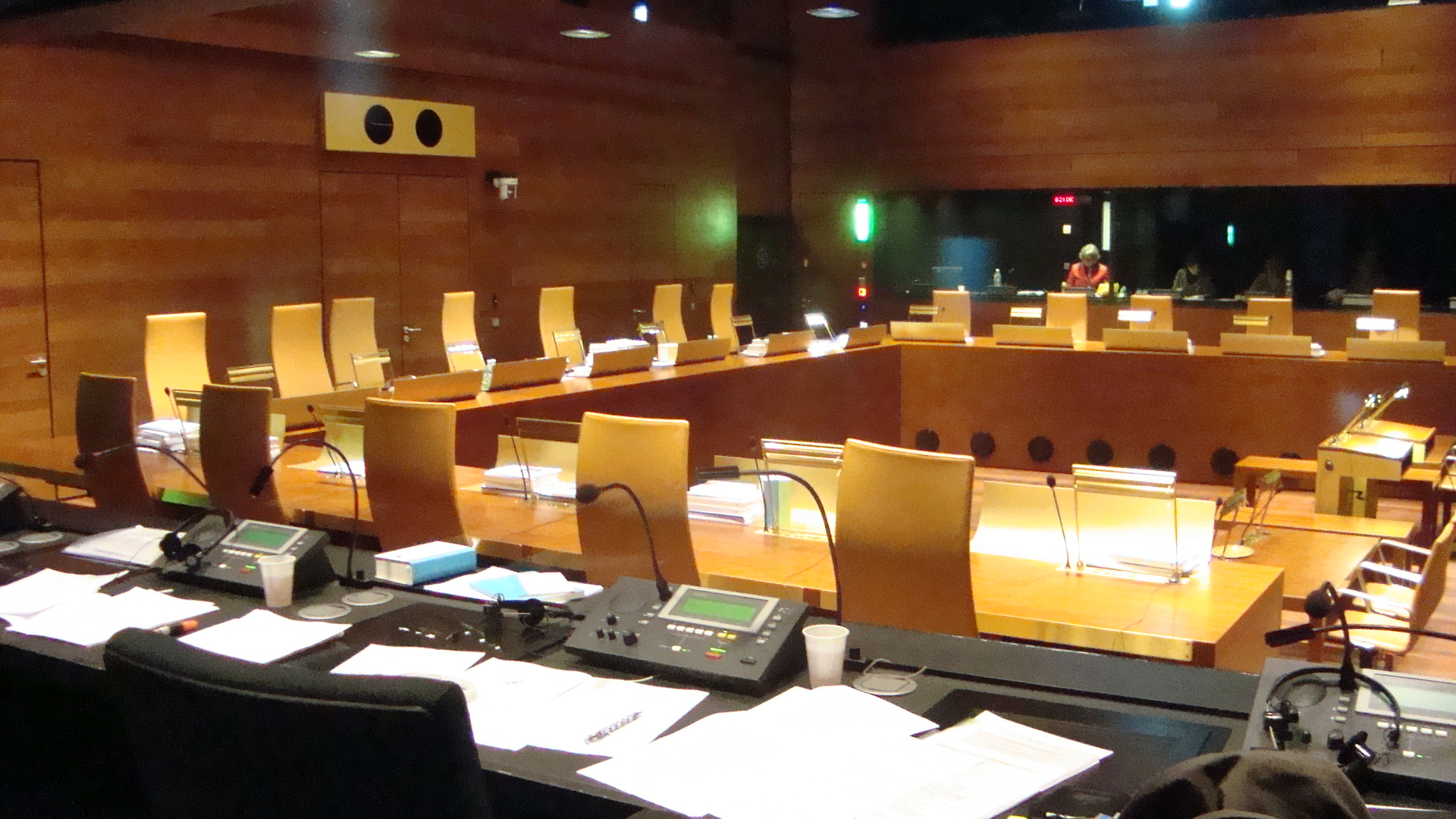
En av domstolens förhörssalar.

EU-domstolen har genom sina avgöranden utvecklat en rättspraxis som inkluderar flera viktiga principer, som inte uttryckligen återfinns i fördragen. I domstolens dom av den 5 februari 1963 i målet Van Gend & Loos mot Nederländerna fastställde domstolen att unionsrätten i vissa fall har direkt effekt och ger upphov till individuella rättigheter, som enskilda har rätt att åberopa inför nationella domstolar. I ett annat känt rättsfall, Costa mot Enel, slog domstolen i sin dom av den 15 juli 1964 fast att medlemsstaterna har överfört en del av sin suveränitet till europeisk nivå och att nationella lagar inte kan åsidosätta unionsrätten. Om en nationell bestämmelse inte är förenlig med unionsrätten, ska den inte tillämpas i enlighet med den så kallade företrädesprincipen. Ytterligare ett viktigt rättsfall var domstolens dom av den 19 november 1991 i målet Francovich mot Italien, där domstolen fastslog att en medlemsstat kan bli skyldig att betala ut skadestånd till fysiska och juridiska personer som har lidit skada av att medlemsstaten inte har införlivat ett direktiv korrekt.

### Funktioner relaterade till andra institutioner
Utöver att avgöra mål fyller EU-domstolen flera andra funktioner. Den kan avsätta Europeiska ombudsmannen på begäran av Europaparlamentet, avsätta en ledamot av Europeiska kommissionen på begäran av rådet eller kommissionen, avsätta en ledamot av Europeiska centralbankens direktion på begäran av Europeiska centralbankens råd eller direktionen, samt avsätta en revisor i Europeiska revisionsrätten på begäran av revisionsrätten.
På begäran av en medlemsstat, Europaparlamentet, rådet eller kommissionen kan domstolen också yttra sig över huruvida ett föreslaget internationellt avtal är förenligt med fördragen.

## Säte och administration
EU-domstolen har sitt säte i Luxemburg. Den har drygt 2 200 tjänstemän och tillfälligt anställda. Löner, arvoden och pensioner för ordförande, ledamöter och justitiesekreteraren vid domstolen fastställs av Europeiska unionens råd. Under 2022 avgjordes totalt 808 mål i domstolen och 858 mål i tribunalen. Sedan sitt bildande 1952 hade domstolen då meddelat över 40 000 domar och beslut.
Förfarandet vid domstolen är kostnadsfritt för parterna, men däremot står inte domstolen för parternas egna kostnader, till exempel advokatkostnader. Parterna måste företrädas av auktoriserade advokater. Normalt får den part som förlorar målet stå för den andra partens rättegångskostnad; vid förhandsavgöranden är det dock den hänskjutande domstolen som beslutar om rättegångskostnaderna. Medlemsstater som intervenerar i ett mål får bära sina egna rättegångskostnader, oavsett målets utgång.

### Språkanvändning

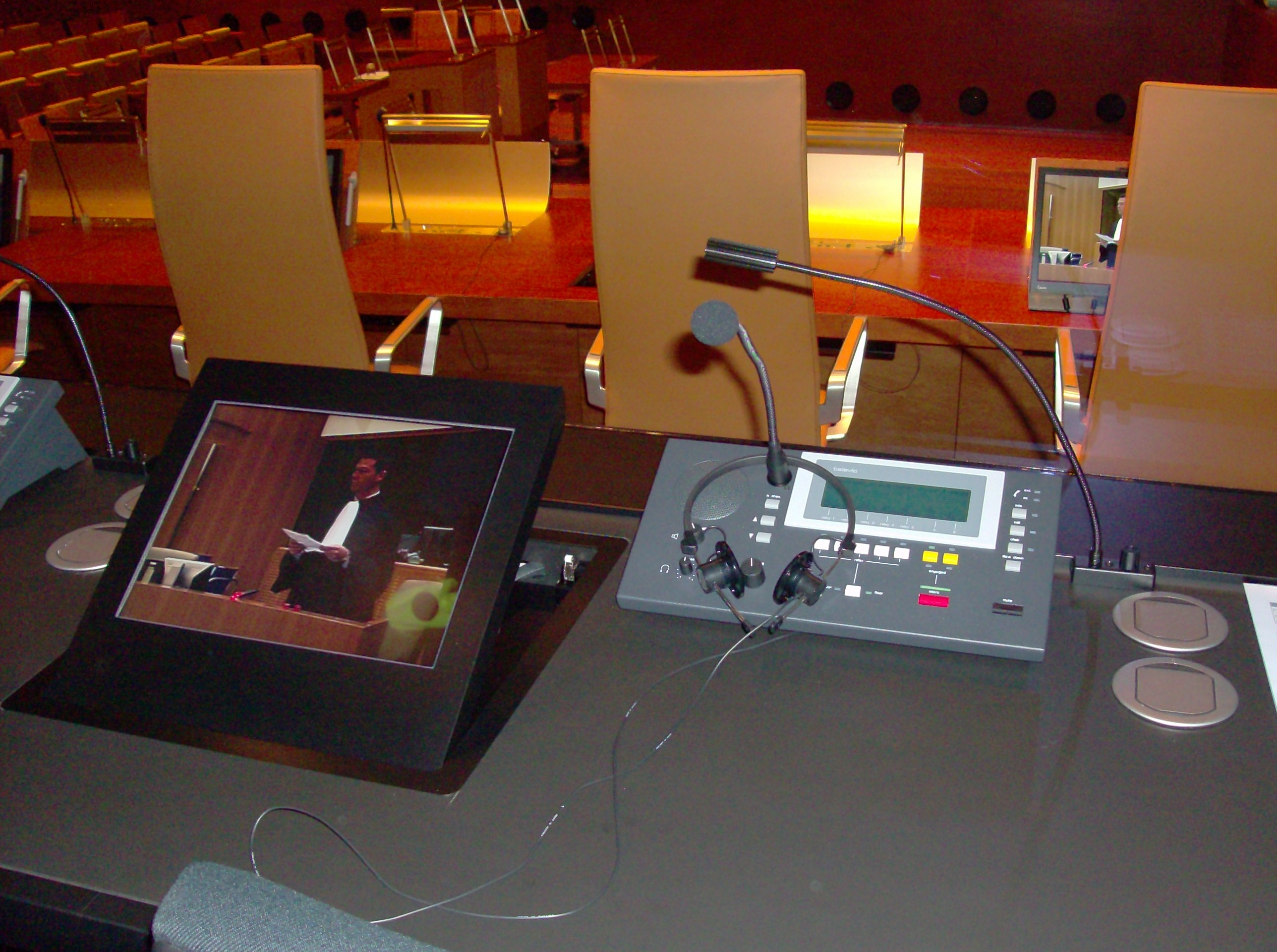
Utrustning för simultantolkning vid EU-domstolen.

Språkbestämmelserna för EU-domstolen fastställs i rättegångsreglerna för de olika rättsinstanserna. Enligt dessa är samtliga av unionens officiella språk rättegångsspråk. Genom Lissabonfördraget infördes dock en bestämmelse om att Europeiska unionens råd med enhällighet ska besluta om språkanvändningen i domstolen genom en förordning. Till dess att rådet har antagit en sådan förordning gäller emellertid de språkbestämmelser som återfinns i rättegångsreglerna. Användandet av de 24 officiella språken innebär att institutionen i praktiken måste hantera 506 olika språkkombinationer. Domstolens översättningstjänst rekryterar därför endast jurister som utöver sin juristutbildning också besitter goda färdigheter i minst tre av de officiella språken. Vid de interna överläggningarna mellan domarna används av tradition franska som enda språk. Övriga förhandlingar sker med simultantolkning. Vid en rättegång används det språk som används i ansökan, som i sin tur måste vara avfattad på något av unionens officiella språk. Vid förhandsavgöranden används det språk som den nationella domstolen som har hänskjutit begäran använder sig av.
Översättningstjänsten utgörs av ett generaldirektorat som organiserar språkenheter. Dessa bistås av fyra avdelningar som ansvarar för enhetsgemensamma uppgifter. Totalt ingår mer än 40 procent av institutionens personal i översättningstjänsten. De producerar över 700 000 sidor per år, varav över en halv miljon sidor offentliggörs i domstolens rättsfallssamling. Översättningstjänsten har sin verksamhet koncentrerad till de två torn som ligger i anslutning till domstolens huvudbyggnad.

### Öppenhet och tillgång till handlingar
På grund av sin speciella och känsliga funktion har EU-domstolen en särskild ställning i förhållande till de bestämmelser som gäller inom Europeiska unionen kring öppenhet och möjligheten att klaga hos Europeiska ombudsmannen. När domstolen utövar sin domstolsfunktion omfattas den inte av de allmänna bestämmelserna för öppenhet som gäller unionens övriga institutioner, organ och byråer. Dess förhandlingar är dock vanligtvis öppna för allmänheten, medan överläggningarna under alla omständigheter är hemliga. På motsvarande sätt är EU-domstolen vid domstolsutövning som enda institution inom unionen undantagen från unionsmedborgares möjlighet att klaga hos Europeiska ombudsmannen. Alla domstolens officiella handlingar, inklusive alla domslut, offentliggörs dock i Europeiska unionens officiella tidning. Domstolen är öppen för intresserade besökare, till exempel juridikstuderande och unionsmedborgare. Institutionen har årligen runt 15 000 besökare. Sedan april 2022 sänds vissa av domstolens förhandlingar direkt på dess webbplats.